# المقطب (تريم)
'

تعديل مصدري - تعديل

المقطب هي إحدى قرى عزلة تريم بمديرية تريم التابعة لمحافظة حضرموت، بلغ تعداد سكانها 235 نسمة حسب تعداد اليمن لعام 2004.